# جيمس روبرت هوفمان
جيمس روبرت هوفمان (بالإنجليزية: James Robert Hoffman)‏ هو قسيس أمريكي، ولد في 12 يونيو 1932 في فريمونت في الولايات المتحدة، وتوفي في 8 فبراير 2003 في توليدو في الولايات المتحدة.